# The Vampires of Venice
The Vampires of Venice"는 영국 BBC의 SF 드라마 닥터 후 시즌 5의 여섯번째 에피소드로, 2010년 5월 8일 BBC One에서 첫방송되었다. 시즌 2 에피소드 "School Reunion" 편의 각본을 맡은 토비 위타우스가 다시 작가로 나섰으며, 감독은 조니 캠벨이 맡았는데 닥터후의 감독을 맡은 것은 이번이 처음이다.
이전화 "Flesh and Stone" 편의 마지막 장면에서 동행자 에이미 폰드 (카렌 길런 분)가 11대 닥터 (맷 스미스 분)에게 키스하자, 닥터는 에이미의 약혼자 로리 (아서 다빌 분)를 생각해 두 사람이 제대로 이어지도록 1580년 베네치아로 떠나는 시간여행에 초대한다. 그곳에서 닥터 일행은 어느 여학교의 학생들이 뱀파이어처럼 보이는 것에 흥미를 느끼고 조사에 나섰다가, 사실은 그들이 인간으로 변장한 외계인 난민으로, 베네치아를 새로운 고향 행성으로 만드려는 음모를 벌이고 있다는 것을 알아낸다.
본래 토비 위타우스가 집필한 이야기는 다른 소재였으나 지금의 이야기로 대체되었으며, 드라마 자체에 대한 좋은 입문작이 될 수 있도록 낭만적인 에피소드로 기획되었다. 휘토즈는 에피소드의 무대를 베네치아로 선택하고, 그 무대에 걸맞는 종족으로 뱀파이어를 떠올려 스토리를 구상했다고 밝혔다. 에피소드의 촬영은 2009년 말 크로아티아 트로기르에서 로케이션으로 진행되었으며, 트로기르의 구시가지를 베네치아로 삼았다. 첫방송 당시 영국에서 768만 명의 시청자수를 기록하였으며 시청지수는 86점을 받았다. 평론가들 사이에서는 프로덕션디자인과 코미디 요소, 게스트로 출연한 헬렌 매크로리와 앨릭스 프라이스의 연기에 대해서는 호평하였으나, 줄거리 요소가 최근에 방영된 에피소드와 다소 유사하다는 지적도 있어, 전반적으로 엇갈린 평을 받았다.

## 줄거리
에이미가 자신에게 매력을 느낀 것이 그간의 모험으로 인한 스트레스 때문이라고 생각한 11대 닥터는 에이미와 약혼자 로리를 1580년 베네치아로 떠나는 낭만적인 시간여행에 초대한다. 베네치아의 후원자, 로산나 칼비에리 부인 (Signora Rosanna Calvierri)은 도시 외부에 만연한 흑사병을 핑계로 베네치아를 봉쇄하고 있었다.

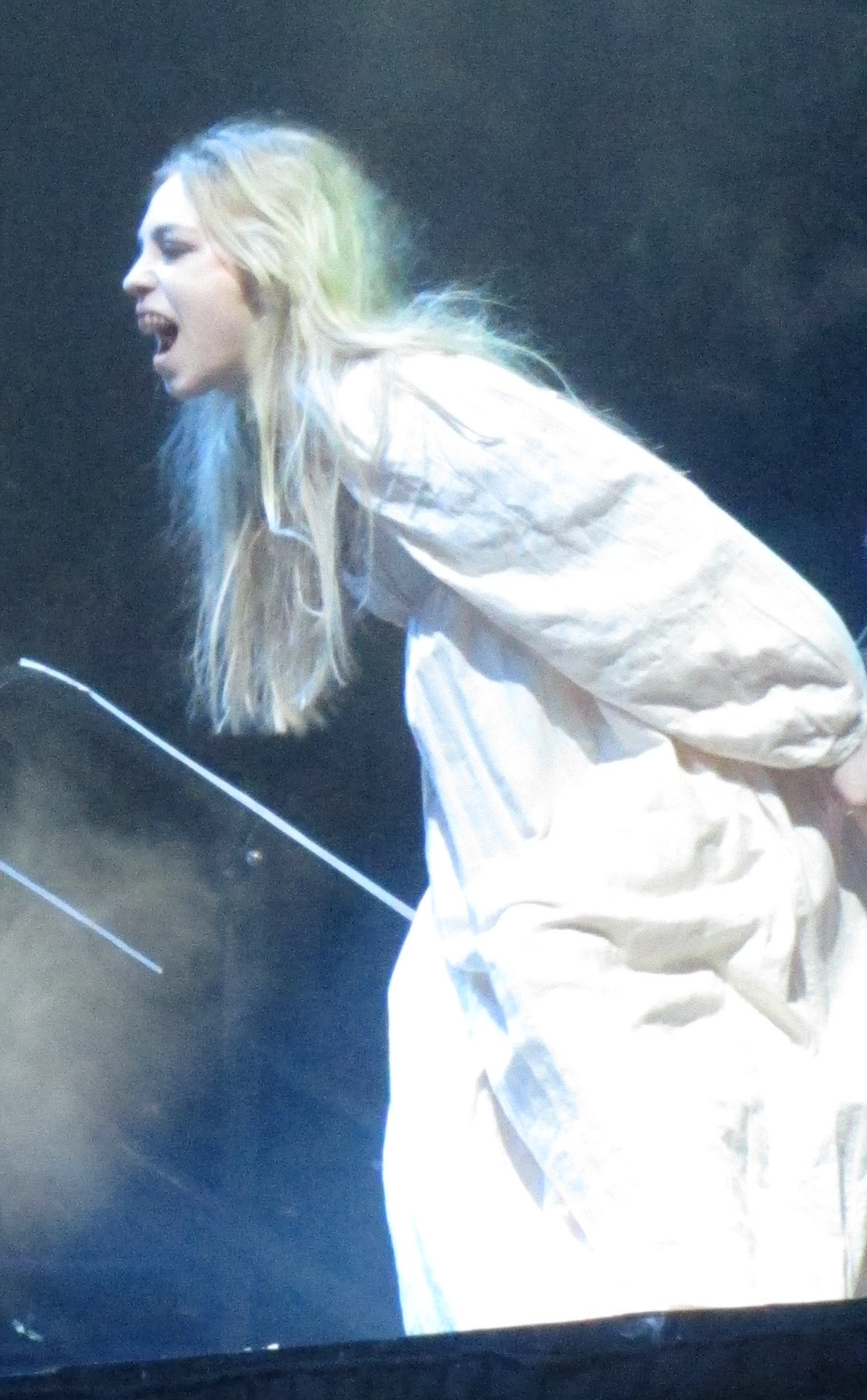
닥터후 심포닉 스펙타큘러 공연에 등장한 작중 뱀파이어 소녀

로산나 부인은 사실 '물의 자매' (Sister of the Water)라는 이름의 어류형 외계인으로, "침묵으로부터 도망친" 외계 난민으로서 지구로 건너와 베네치아의 여학교 재학생들을 본인과 같은 종족으로 바꾸고 있었다. 자매들은 날카로운 이빨을 달고 빛을 두려워하는 뱀파이어의 특성을 지니고 있었으며, 인지 필터를 이용해 인간처럼 보이지만 어딘가에 반사될 때만큼은 본모습이 드러난다. 로산나는 지구로 건너올 때 자매 가운데 유일하게 살아남았기 때문에 베네치아의 소녀들을 물의 자매로 전환하여 종족의 번식을 꾀하고 있었다.
베네치아의 조선공 귀도와 인연을 맺은 닥터 일행은 그의 딸 이사벨라가 학교에 다니고 있다는 것과 더불어 위의 사실을 알아내어 이사벨라가 위험에 처했음을 깨닫는다. 에이미는 자신이 학교에 잠입해 길을 만들면 닥터와 로리가 나서 이사벨라를 구출할 계획을 세운다. 그러나 자매로 바뀌기 직전 이사벨라가 가까쓰로 풀려나자, 자매들은 에이미를 대신 바꿔버리기 시작한다. 이사벨라는 로산나에게 붙잡혀 베네치아의 운하 속으로 던져지고, 로산나의 수컷 자손에게 잡아먹히고 만다.
귀도의 집에서 닥터는 에이미, 로리와 다시 모인다. 로산나는 인간으로 둔갑한 소녀들을 보내 그들을 공격하게 한다. 귀도는 본인의 희생을 감내하고 화약통 여러 개를 폭파하여 자매들을 해치운다. 로산나는 마지막 수단으로 탑으로 올라가 지진과 홍수를 일으키는 장치를 가동, 베네치아를 침몰시켜 새 종족의 터전을 꾀한다. 그 사실을 안 닥터 역시 탑으로 기어올라 제 시간에 장치를 멈춘다. 자기 종족의 최후의 암컷이 된 로사나 운하에 몸을 던져 수컷 자손에게 일부러 잡아먹힌다.
그 후 에이미와 닥터는 로리에게 함께 여행을 계속하자며 타디스로 초대한다. 닥터와 로리가 타디스에 막 오르는 순간 모든 것이 침묵 속에 빠진다.

### 다른 에피소드와의 연관성
이번 에피소드에서 닥터가 상대의 심리를 이용해 위조신분을 만들 때 쓰는 '사이킥 페이퍼'가 등장하는데, 실수로 1대 닥터 (윌리암 하트넬 분)의 사진이 담긴 도서관 대출증을 만들어버린다.
에피소드 마지막에 이르러 '침묵' (silence)이 언급되는데, 다음 시즌의 첫번째 에피소드 "The Day of Moon"에서 회상 씬으로 다시 삽입되면서, 해당 에피의 주 소재인 사일런스의 등장을 예고하고 있다.

## 제작

### 글쓰기
"사실 그동안 작업했던 것 중에 가장 정직한 각본이었어요. 그러니까 뱀파이어를 누가 먼저 거론했는지는 기억이 잘 안 나는데, 솔직히 말해서 저였던 것 같지만, 베네치아라는 곳이 그림자와 비밀로 가득찬 매우 어둡고 거대한 도시인 것도 사실이에요. 도시에 매우 비밀스러운 뭔가가 있는 거죠. 정말 우아하고 정말 고딕스럽기도 하고요. 그래서 최소한 뱀파이어와 함께 에피소드를 시작해 보자는 아이디어는 아주 잘 맞는 것 같았어요."
틀:Doctor Who Episodes By Toby Whithouse작가 토비 위타우스는 원래 미궁을 소재로 한 에피소드를 집필할 계획이었으나, 소재를 한창 발전시키는 과정에서 총괄 프로듀서 스티븐 모펏과 피어스 웽어가 시즌 내 다른 에피소드와 너무 유사하다는 의견을 냈다. 이에 다른 이야기를 다룬 에피소드를 처음부터 집필하기 시작하였는데, 위타우스의 원래 이야기는 시즌 6의 "The God Complex"로 실현된다. 위타우스는 일종의 재부팅 에피소드이자 닥터 후를 위한 좋은 입문용 에피소드 역할을 겸할, "대담하고 로맨틱한 에피소드"를 집필해 달라는 부탁들 받았다. 작중 배경으로는 로맨틱하다면 세계 어느 곳이든 좋다는 요청을 받고, 자신이 세계에서 가장 좋아하는 장소 중 하나인 이탈리아 베네치아로 무대를 설정하게 되었다고 밝혔다. 이는 곧 이야기의 주인공인 뱀파이어와도 잘 맞는다는 것이 위타우스의 설명이다. 또 집필 당시 드라마 빙 휴먼의 총괄프로듀서를 맡고 있는 상황에서 제작의 다른 측면에 대해 걱정하지 않고 이야기만 써내려가는 것이 무척 좋아서, 닥터 후에 작가로 참여하는 것 자체로 기쁨을 느꼈기에 작업 자체도 좋은 경험이 되었다는 소감을 남겼다. 그리고 기본적으로 베네치아라는 무대의 정체성을 활용할 필요가 있었는데, 베네치아가 수중 도시라는 점에서 그간 수많은 적과 끊임없이 싸운 역사가 있었지만, 이번에는 사상 최악의 적이 모습을 드러낼 수 있겠다는 생각에 착안해 이야기의 중심 전개로 "가라앉는 베네치아"를 선정했다고 밝혔다.
이사벨라의 학교 입학과 위험이 닥쳐올 예감에 집중한 도입부 장면은 "함정에 빠진 피해자"를 담고 있다는 점에서 위타우스식 고전 닥터후 에피소드로 소개됐다. 장면 끝에 이러서 원래는 이사벨라의 비명이 타이틀 시퀀스 (오프닝)까지 이어질 예정이었다. 그러나 조니 캠벨 감독은 오프닝 다음 두 장면이 서로간에 잘 맞물리지 않는 '소프트 엔딩'을 담고 있다는 판단을 내렸다. 결과적으로 타이틀 시퀀스는 닥터가 로리의 파티를 망치는 장면 이후로 조정하였고, 위타우스는 이를 두고 "재미있는 장면"이라며 타이틀에 앞서 독특한 도입부가 됐다고 평가했다. 위타우스는 에피소드 내에서 로리가 지적한 바와 같이 닥터가 사람들을 얼마나 위험에 빠뜨리는지를 강조하고 싶었다. 닥터가 항상 위험 속으로 뛰어드는 것을 보고 동행자들도 시간이 지나면서 같은 사고방식을 발전시키게 된다는 생각이었고, 로리는 그에 대해 질문해볼 수 있는 좋은 기회라고 평가했다. 또한 위타우스는 줄거리와 캐릭터의 발전을 '희석' (dilute)시키기 위한 '코믹 스레드' (comic thread)를 원했다고 밝혔다. 한편으로 귀도의 비극적인 캐릭터성을 러닝타임 내에 잡는 것이 까다로웠다고도 밝혔다.
처음 완성된 각본은 그 분량이 너무 긴 바람에 많은 시퀀스를 편집해야 했으며, 일부는 촬영을 마치고 나서도 편집되어야 했다. 잘려나간 장면 중에는 닥터와 로산나의 하인 (사이먼 그레고르 역)과의 대결 장면, 로리와 프란체스코의 승부 시퀀스, 절정 이후 닥터와 에이미 간의 대화 등이 있었다. 또 원래 각본에서 에이미와 로리는 프란체스코가 마을 사람을 죽였다고 의심하고, 궁지에 몰린 프란체스코가 벽 위로 올라간다는 전개였다. 위타우스는 집필 당시 이 장면이 비교적 쉬운 스턴트씬일 것이라 생각했으나 실현하기엔 너무 어려울 것이라는 말을 듣고, 프란체스코가 그냥 도망치는 것으로 수정했다. 로산나 역을 맡은 헬렌 맥크로리는 위타우스의 각본을 본 뒤 에이미에게 상처를 입히는 전개가 들어가야 한다고 지적했고, 저택 방에서 에이미를 물어뜯는 장면이 추가되었다.

### 촬영 및 특수효과

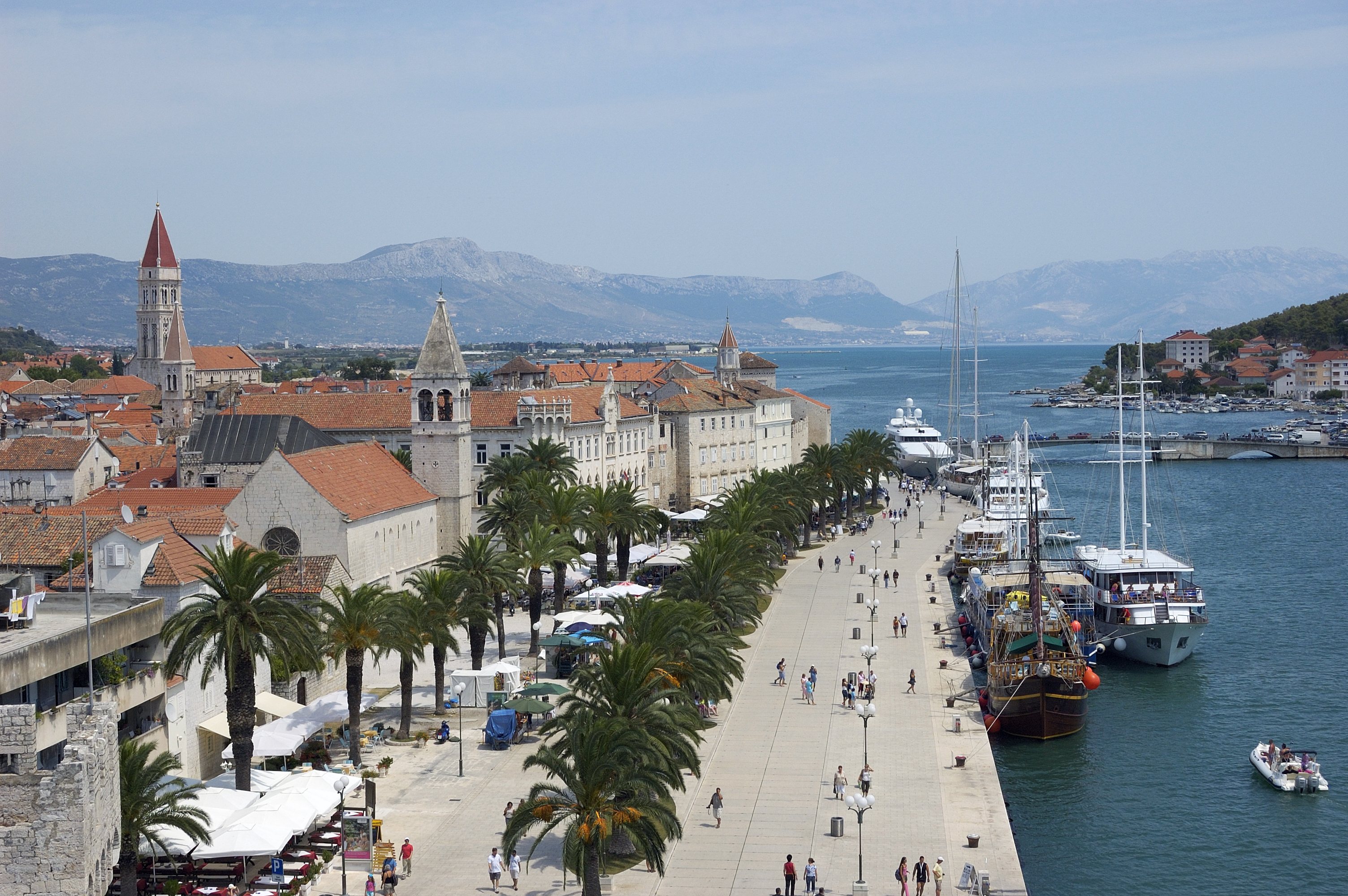
16세기 베네치아를 재현하기 위해 제작진은 크로아티아 트로기르에서 로케이션 촬영을 진행했다.

"The Vampires of Venice"의 대본 리딩회는 2009년 11월 23일에 이뤄졌다. 감독으로 조니 캠벨이, 공동 프로듀서로 패트릭 슈바이처가 나선 최초의 에피소드가 될 전망이었다. 전체 시즌 5 촬영 일정 가운데에서는 "Vincent and the Doctor"와 한 블록으로 묶여 촬영되었다. 실제 베네치아에서 촬영하려면 최근에 세워진 상가들을 모두 지우는 데 시간이 소요되기 때문에, 2009년 말 크로아티아 해안 마을 트로기르에서 촬영이 진행됐다. 트로기는 실제로 베네치인들이 정착했던 마을로서, 베네치아 양식의 건축물을 비롯해 여러 문화유산이 남아있는 도시이다. 작중 칼비에리의 저택 내부는 영국 웨일스 애틀랜틱 칼리지, 카이어필리성, 카스텔 코치, 트로기르 시청에서 촬영이 진행되었으며, 귀도의 집은 카디프 인근의 16세기 저택인 란카이흐 포 마노 (Llancaich Fawr Manor)에서 촬영됐다. 제작진은 기존 촬영지에 칼비에리의 문장이 담긴 소품을 가능한 한 많이 배치하였으며, 미술팀은 칼비에리 저택의 탑에 쓰일 생선 가고일도 디자인했다. 절정 씬은 트로기르 교회탑에서 촬영이 진행되었는데, 맷 스미스의 스턴트맨과 스턴트맨의 대역 배우를 대체 투입했기에 촬영하기가 어려웠다고 한다. 탑 지붕 씬은 스튜디오에서 제작되었으며 일부 장면은 그린스크린 앞에서 촬영되었다.
베네치아의 곤돌라는 카이어필리성의 해자에서 촬영되었으며 CG가 삽입되었다. 시장 장면에서는 염소를 안고 촬영장을 지나는 여성을 비롯해 지역 시민들이 엑스트라로 출연했다. 수면과 접해 있는 건물의 와이드샷은 소규모 촬영팀을 꾸려 베네치아로 향했으나 트로기르에서처럼 통로가 따로 있지는 않았다. 캠벨 감독은 교회 종이나 좁은 골목길럼 베네치아라는 도시에 관해 자신이 좋아하는 모든 것을 한꺼번에 보여주고 싶어했다. 트로기르는 해안에 위치한 도시긴 해도 시내 수로는 따로 없었는데, 제작진은 등장인물이 있는 발코니 아래 거리 광장을 CG로 만든 물로 채워 대운하처럼 연출하는 것으로 처리했다. 베네치아 소녀들이 토성인으로 변신하기 위해 데려간 방은 외계 기술을 갖추고 있음을 암시하고, 로사나의 본 모습 잠깐 엿볼 수 있도록 녹색 빛으로 가득 채워넣는 연출을 택했다. 촬영감독은 낮은 천장에도 불구하고 촬영에 성공했다. 그러나 이 장면은 '너무 공포스럽다'는 이유로 검열 문제를 우려해 일부가 삭제되었다.
한정된 예산으로 인해 제작진은 에피소드의 여러 면에서 타협을 보아야 했다. 외계인들의 본 모습은 CG 제작비가 너무 많이 들어간다는 이유로 각각 몇 초 동안만 제작될 수 있었고, 해당 장면은 에피소드 전반에 걸쳐 삽입됐다. 원래 각본상에서는 이사벨라가 죽는 장면에서 큰 괴물이 물 밖으로 나온다는 전개였으나 역시 제작비가 과다하게 들어가는 문제로 모펏이 직접 위타우스에게 '보이지 않게' 만들어 달라는 요청을 전달했다. 에피소드에 나오는 의상 중 상당수는 15~16세기 예술 작품에서 따온 것이며, 뱀파이어 소녀들이 쓴 베일도 그 중 하나다. 로리가 에이미를 학교에 입학시키기 위해 베네치아인으로 변장하는 과정에서 귀도와 옷을 교환하는 장면은 원래 모펏의 아이디어로, 위타우스는 귀도는 '비극적인 캐릭터'라며 처음에는 반대했으나 이후 로라의 총각 파티 티셔츠를 입은 모습이 재밌다고 생각해 그대로 실현됐다고 밝혔다. 맥크로리의 귀족 의상은 본 모습과 원활하게 전환될 수 있도록 그와 유사하게 디자인되었다. 맥크로리는 물고기처럼 연기해 달라는 지도를 받고 원하는 연출이 나올 수 있도록 성실히 노력했다. 뱀파이어의 입에 지닌 이빨은 독특한 모양을 취하면서도 입에 딱 들어맞게 제작됐다. 착용 시에는 대화가 어려웠고 알렉스 프라이스의 경우 재녹음이 이뤄졌으나, 프라이스 본인은 대화에 아주 능숙했다는 소감을 남겼다.

## 방송과 평가
"The Vampires of Venice"는 2010년 5월 8일 영국에서 BBC One을 통해 처음 방송되었다. 이어서 편성된 <오버 더 레인보우>가 특집 연장방송이 예정되어 있어 원래 시간대에서 훨씬 앞선 오후 6시에 방송됐다. 이는 2005년 뉴 시즌 이래 방영된 닥터 후 에피소드 가운데 가장 일찍 방송된 사례다. 그 영향으로 첫방송 당시 집계된 밤사이 시청률은 시즌 5 에피소드 중에서 가장 낮은 수준이었는데 BBC One 본방송과 BBC HD 동시방송을 모두 합쳐 617만명을 기록했다. 최종 통합 시청률은 총 768만 명으로, 그 주 BBC One 방영 프로그램 가운데 5위를 차지한 것으로 나타났다. 에피소드의 시청 지수는 86점으로 '우수' 평가를 받았다.
"The Vampires of Venice"는 2010년 7월 5일, 이전화인 "The Time of Angels" / "Flesh and Stone" 편과 함께 영국에서 DVD와 블루레이로 출시됐다. 이후 2010년 11월 8일에는 시즌 5 전체 에피소드를 담은 총집편 박스세트에 수록되어 발매됐다.

### 평가
에피소드에 대한 평론가들의 반응은 엇갈렸다. 대니얼 마틴은 가디언 지의 온라인 기사를 통해 "아름다운 샷"이었다면서 "뱀파이어 신화의 모든 부분을 닥터 후의 사이비 과학으로 풀어낸 모습이 유쾌했다. 닥터와 로산나 간의 독대는 아름다운 연기로 펼쳐졌으며, 각본가 위타우스에게서 기대했던 만큼의 대화가 담겼다... 그리고 빗속에서 탑을 기어오르는 닥터의 절정 샷은 딱 적절한 수준의 폭넓은 붓놀림이었다"며 호평했다. SFX지의 평론가 데이비드 브래들리도 별 5개 중 4개를 매기며 긍정적인 평가를 내놓았다. 이전에 방영된 단독 에피소드 "Victory of the Daleks"와 비교했을 때 "구성이 더 잘 되어있고, 더 재밌고, 더 몰입도도 높다"고 평가하고, 앨릭스 프라이스의 코미디와 연기를 칭찬했다. 다만 "구린 특수효과가 비싸 보이는 로케이션 배경을 희석시켰다"는 느낌이 들었다고도 지적했다.
데일리 텔레그라프의 게빈 풀러는 "굉장히 실망스럽고", "기회를 처참하게 낭비했다"며 부정적인 평가를 내렸다. 도입부의 경우 위타우스가 이전에 썼던 "School Reunion"과 설정이 유사하고, 외계인이 인간으로 가장하는 소재 역시 해당 에피소드에서 따왔다고 본다며, 각본과 줄거리에 대해 "그저 모방작"에 불과하다고 일축했다. 귀도 역의 루시언 음사마티의 연기에 대해서도 "오셀로에서 바로 튀어나온 듯하다"며 비판했고, 닥터-에이미-로리 사이의 삼각관계 역시 이전에 ㅏ왔던 로즈 타일러-미키 스미스 간의 스토리라인에 비해 부정적으로 평가하는가 하면, 결말부는 "The Idiot's Lantern", "Evolution of the Daleks"와 너무 비슷하다고 지적했다.
라디오 타임스의 패트릭 멀컨도 리뷰글을 해 "인간으로 위장한 외계인은 지루했다는 사실을 인정하지 않을 수가 없다. 우린 그것을 지금까지 여러 차례 보았고", 예전에도 위타우스가 "School Reunion" 편이나 토치우드 에피소드 "Greeks Bearing Gifts"에서 해당 설정을 이미 활용했다며 풀러의 평과 비슷한 맥락에서 혹평하였다. 다만 각본 자체는 "닥터, 에이미, 로리에게 영웅적이고 재미있는 순간을 많이 전달한다"고 느꼈으며, 헬렌 맥크로리의 연기는 "장엄했다"며 출연진의 연기는 호평하였다. IGN의 맷 웨일스는 "The Vampires of Venice"를 10점 만점에 7점으로 평가하면서 "눈에 띄는 순간은 많았으나, 그것들이 함께 모여 전반적으로 만족스러운 모습을 완전히 이루지는 못했다"고 평했다. 그는 에이미와 로리의 코미디, 맥크로리의 연기는 물론 크로아티아에서 로케이션 촬영으로 진행된 장면들을 호평 요소를 꼽고, 작중 외계인도 2차원 캐릭터를 넘어섰다고 본다며, "고전적인 뱀파이어 현상의 공상과학 재조명이 특히 영리했다"고 평했다. 그러나 이전에도 외계 종족이 지구에 잘못 낙오됐다는 설정과 관련해서는 "가장 큰 문제는 너무 익숙하다"고 지적하며 풀러와 멀킨의 의견에 동의하는 것으로 평을 마무리지었다.